# Territori dels Rius del Sud
El Territori dels Rius del Sud fou una divisió administrativa colonial francesa constituïda el 1882 amb el que abans eren els Establiments dels Rius del Sud. Es va constituir en colònia separada l'1 d'agost de 1889. El seu governador fou Jean-Marie Bayol (+ 1905) sota dependència orgànica del governador del Senegal.
El 1887 Samori Turé va demanar el protectorat francès però aviat la situació es va torçar i el 1891 esclatarà la guerra.